# Audi A1
Audi A1 – samochód osobowy klasy aut miejskich produkowany pod niemiecką marką Audi w latach 2010–2025.

## Pierwsza generacja

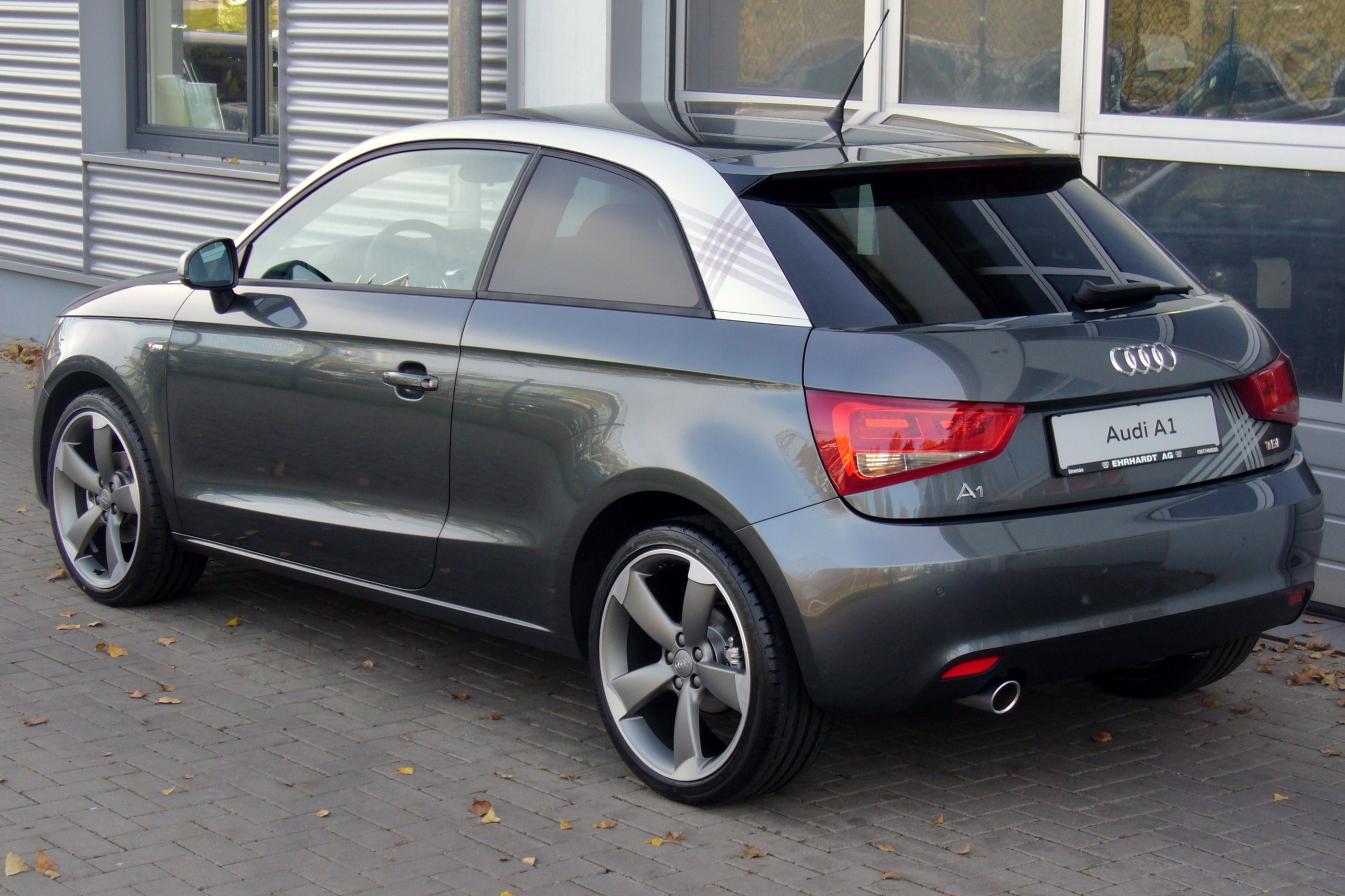
Audi A1 I – tył

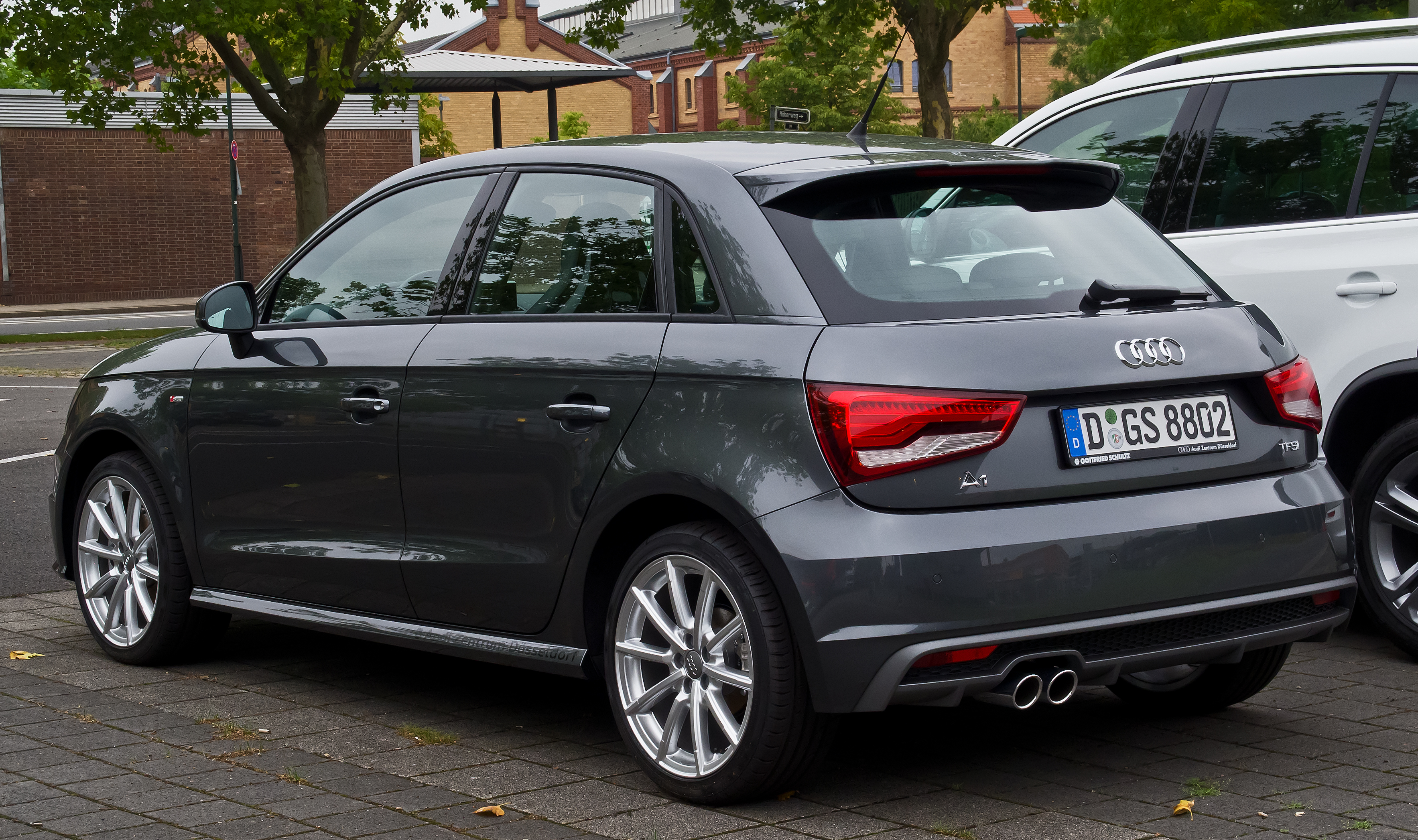
Audi A1 Sportback po liftingu – tył

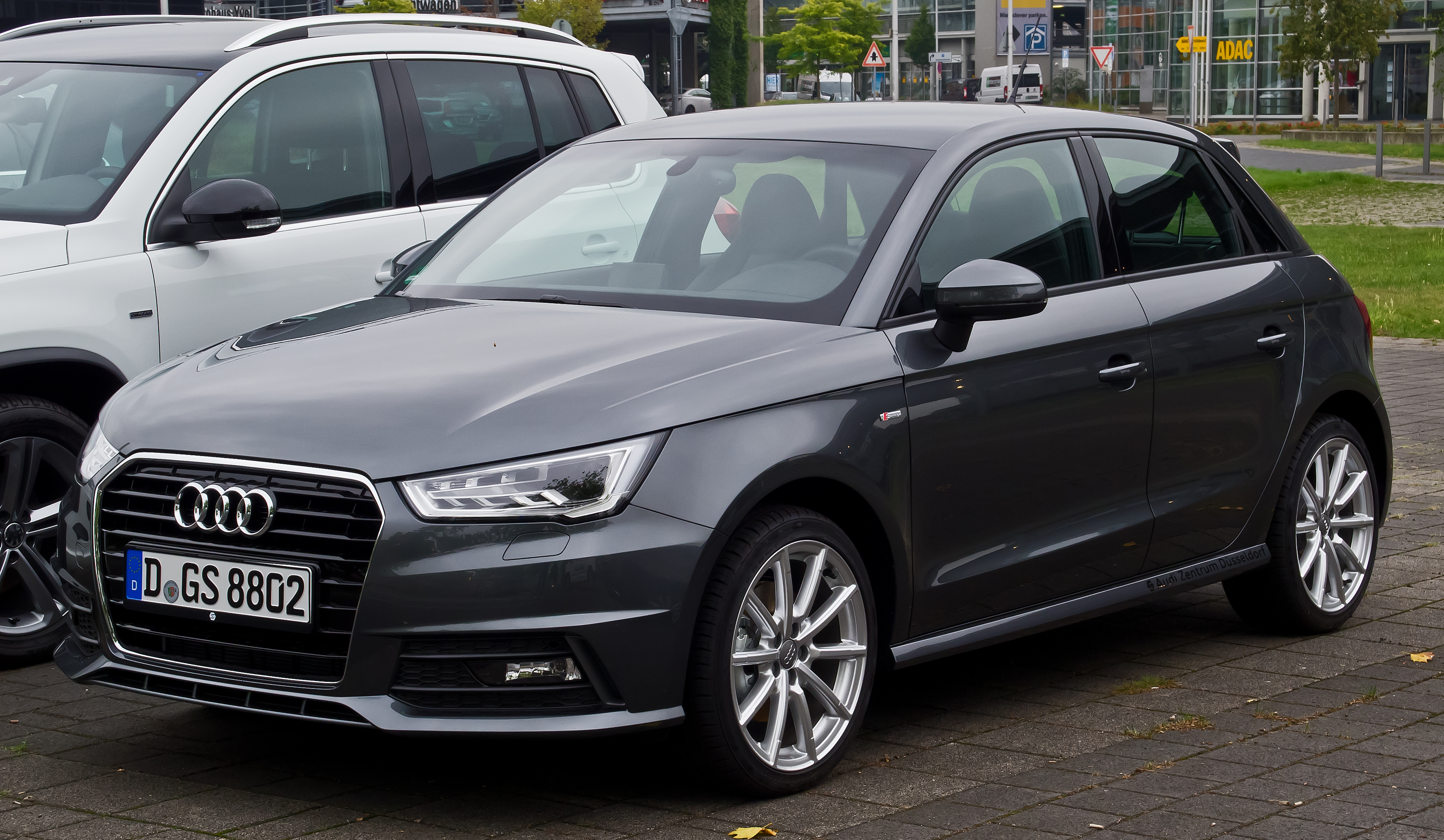
Audi A1 Sportback po liftingu

Audi A1 I zaprezentowano po raz pierwszy na początku 2010 roku. Wersja pięciodrzwiowa nosiła nazwę A1 Sportback.
Studyjną zapowiedź pierwszego od czasu modelu 50 miejskiego Audi zaprezentowano w Tokio w 2007 roku. Prototyp otrzymał nazwę Audi Metroproject Quattro. Trzy lata później podczas salonu w Genewie zaprezentowano odmianę produkcyjną auta o kodzie fabrycznym 8X. Seryjny wariant oparto na platformie PQ25 dzielonej z Volkswagenem Polo oraz Seatem Ibizą. Pod koniec 2011 roku w Tokio zaprezentowano odmianę Sportback, która do sprzedaży weszła w połowie roku 2012.
12 lutego 2014 roku Audi zaprezentowało usportowioną odmianę A1 – model S1 i S1 Sportback. Oba auta napędzane są benzynowym 2.0 l TFSI o mocy 231 KM i maksymalnym momencie obrotowym 370 Nm. S1 rozpędza się do 100 km/h w 5,8 s. – S1 Sportback w 5,9 s. Prędkość maksymalna obu modeli to 250 km/h. W stosunku do standardowego A1 dokonano szeregu zmian w zawieszeniu. Z tyłu zamiast belki skrętnej zastosowano układ wielowahaczowy. Z przodu inne są m.in. łożyska kolumn McPhersona. Debiut rynkowy obu modeli zaplanowano na II kwartał 2014 roku. Oba modele trafiły do sprzedaży w drugim kwartale 2014 r.
W listopadzie 2014 roku Audi zaprezentowało modele A1 i A1 Sportback po liftingu. Samochody zyskały przestylizowany pas przedni – zmieniono wygląd zintegrowanego z grillem zderzaka oraz reflektorów. Nowością jest również system sterowania MMI z pokładową siecią Wi-Fi. W palecie jednostek napędowych zadebiutował nowy, trzycylindrowy silnik Diesla o pojemności 1.4 l i mocy 90 KM. Przy okazji liftingu auto urosło o 2 cm.
Od kilku lat Audi prowadzi badania i testy modelu A1 e-tron, samochodu napędzanego w pełni elektrycznie, stworzonego z myślą o poruszaniu się w aglomeracjach miejskich. Elektryczny silnik, za pośrednictwem jednostopniowej przekładni przekazuje na przednie koła generowaną przez siebie moc maksymalną 85 kW i moment obrotowy 300 Nm. Od zera do 100 km/h samochód przyspiesza w 9,8 sekundy, a jego prędkość maksymalną ograniczono do 130 km/h. Akumulator litowo-jonowy zbudowany w kształcie litery T, magazynujący 13,3 kWh energii, zapewnia w trybie jazdy elektrycznej zasięg 50 km. Korzystając z domowego gniazdka pod napięciem 230 V, można go naładować do pełna w około trzy godziny. Dodatkowo, umieszczony z tyłu pojazdu, kompaktowy i lekki jednowirnikowy silnik Wankla o mocy 25 kW (34 KM) i pojemności 354 cm³, zwiększa zasięg auta do 250 km.

### Wersje wyposażeniowe
- Attraction
- Ambition
- S-Line

Standardowe wyposażenie Audi A1 obejmuje m.in. elektrycznie regulowane i ogrzewane lusterka zewnętrzne w kolorze nadwozia, reflektory halogenowe w obudowie z przejrzystego szkła z elektryczną regulacją zasięgu i włącznikiem świateł postojowych, zintegrowane światła do jazdy dziennej, szyby termoizolacyjne, adaptacyjne światło hamowania, asystenta podjazdu, ABS z ESP z elektronicznie sterowaną blokadą poprzeczną EDS, kurtyny powietrzne, poduszki powietrzne, regulowane na wysokość fotele przednie oraz po otwarciu klapy bagażnika dodatkowe tylne lampy umieszczone w słupkach.
Opcjonalnie auto wyposażyć można m.in. w: asystenta świateł drogowych, reflektory ksenonowe ze światłami do jazdy dziennej i układem zmywania, światła przeciwmgielne, tylne światła wykonane w technologii LED, układ zmywania reflektorów, Audi Parking System plus, sportowe zawieszenie, klimatyzację manualną lub automatyczną, pakiet oświetlenia wnętrze w technologii LED, tempomat, panoramiczny szklany dach, czujnik zmierzchu, czujnik deszczu, ogrzewanie przednich foteli, system audio firmy Bose, Bluetooth.
Edycje limitowane:
- Contrast Edition
- Black Edition
- Amplified
- Amplified Plus
- Amplified Advanced
- Quattro – 333 sztuki

### Silniki
Wszystkie modele A1 z wyjątkiem 1.4 TFSI o mocy 136 kW (185 KM) i 1.6 TDI S tronic 66 kW (90 KM), posiadają standardowy system Start-Stop oraz układ rekuperacji, wydatnie zmniejszający zużycie paliwa.
| Wersja                | Silnik:                          | Układ zasilania:   | Średnica × skok tłoka: | St. sprężania:     | Moc maksymalna:                   | Maks. moment obrotowy           | 0–100 km/h:        | V-max:             |
| Silniki benzynowe:    | Silniki benzynowe:               | Silniki benzynowe: | Silniki benzynowe:     | Silniki benzynowe: | Silniki benzynowe:                | Silniki benzynowe:              | Silniki benzynowe: | Silniki benzynowe: |
| --------------------- | -------------------------------- | ------------------ | ---------------------- | ------------------ | --------------------------------- | ------------------------------- | ------------------ | ------------------ |
| 1.2 TFSI              | R4 1,2 l (1197 cm³), DOHC, turbo | wtrysk FSI         | 71,00 × 75,60 mm       | 10,0:1             | 86 KM (63 kW) przy 4800 obr./min  | 160 N·m przy 1500-3500 obr./min | 11,7 s             | 180 km/h           |
| 1.4 TFSI              | R4 1,4 l (1390 cm³), DOHC, turbo | wtrysk FSI         | 76,50 × 75,60 mm       | 10,0:1             | 122 KM (90 kW) przy 5000 obr./min | 200 N·m przy 1500-4000 obr./min | 8,9 s              | 203 km/h           |
| 2.0 TFSI              | R4 2,0 l, DOHC, turbo            | wtrysk FSI         |                        |                    | 231KM                             | 370 N·m                         | 5,8 s              | 250 km/h           |
| Silniki wysokoprężne: |                                  |                    |                        |                    |                                   |                                 |                    |                    |
| 1.6 TDI               | R4 1,6 l (1598 cm³), DOHC        | wtrysk common rail | 79,50 × 80,50 mm       | 16,5:1             | 90 KM (66 kW) przy 4200 obr./min  | 230N·m przy 1500-2500 obr./min  | 12,2 s             | 179 km/h           |
| 1.6 TDI               | R4 1,6 l (1598 cm³), DOHC        | wtrysk common rail | 79,50 × 80,50 mm       | 16,5:1             | 105 KM (77 kW) przy 4400 obr./min | 250 N·m przy 1500-2500 obr./min | 10,5 s             | 195 km/h           |

## Druga generacja

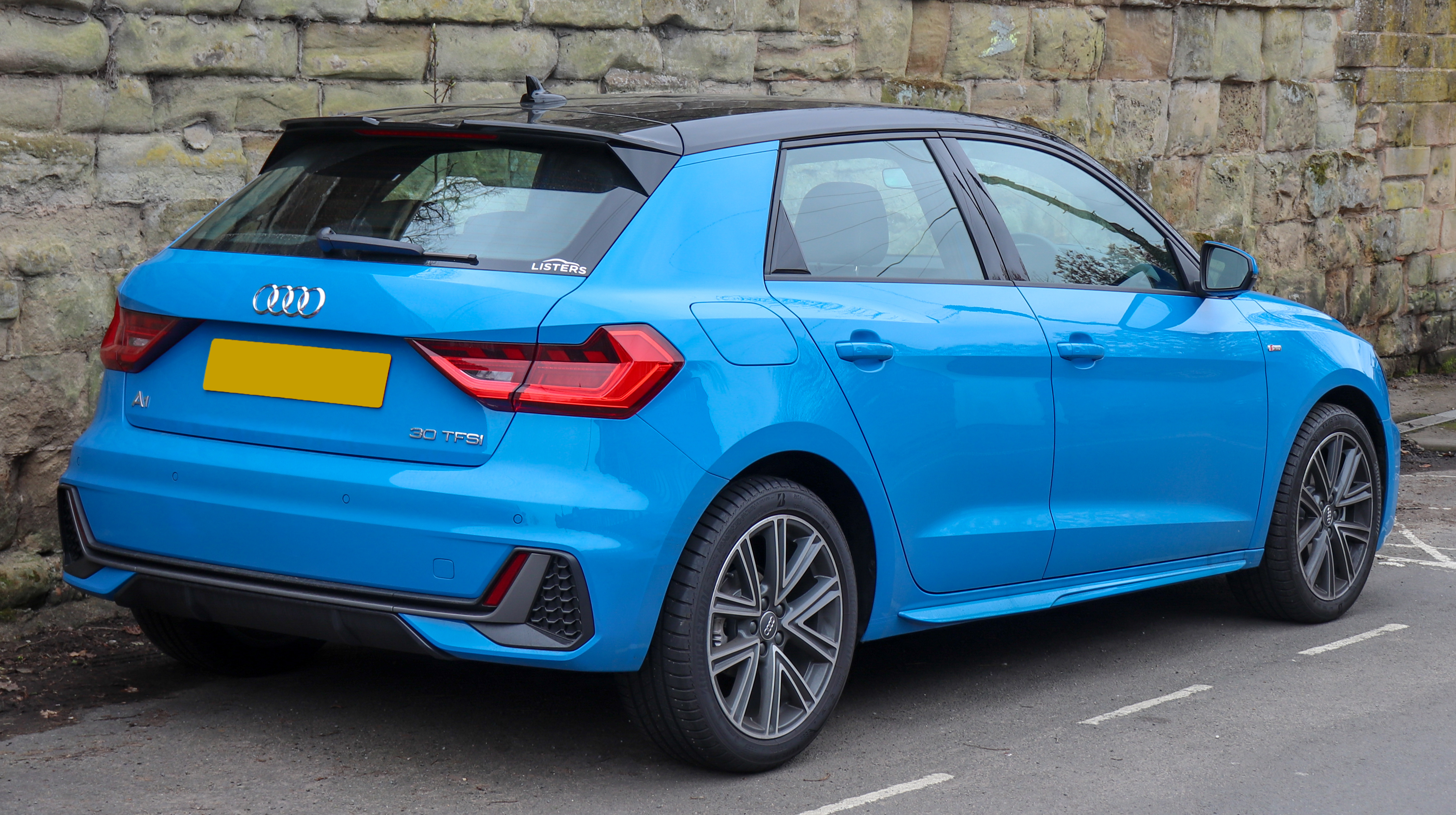
Audi A1 II – tył

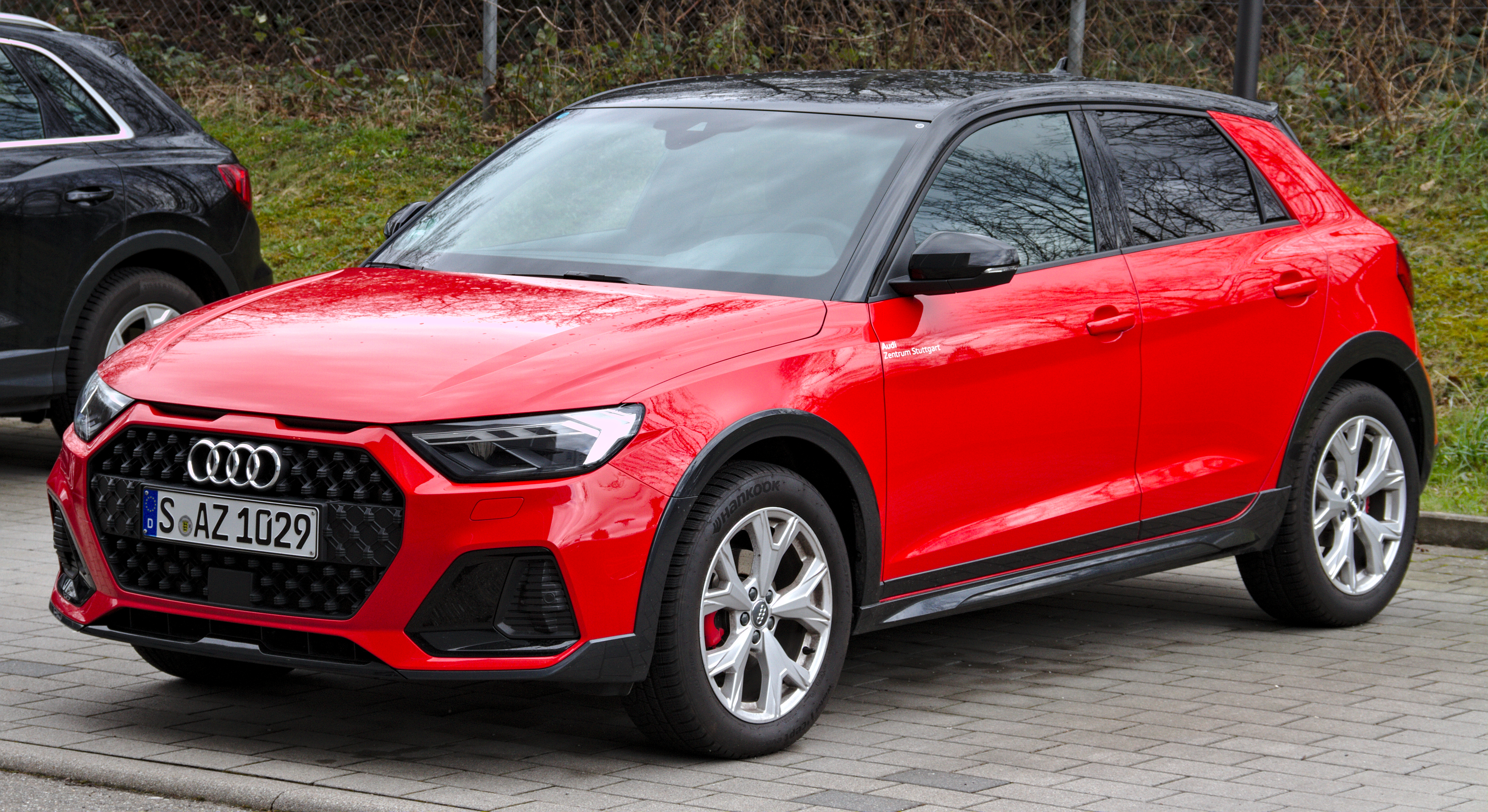
Audi A1 II Citycarver

Audi A1 II zaprezentowano po raz pierwszy w czerwcu 2018 roku.
Druga generacja najmniejszego modelu Audi o kodzie fabrycznym GB zadebiutowała nieco ponad 8 lat po premierze poprzednika, niosąc za sobą sporo zmian. Samochód jest nie tylko delikatnie niższy, ale i znacznie dłuższy – wartość ta przekroczyła 4 metry. Tym razem samochód nie będzie już oferowany w wariancie 3-drzwiowym, na rzecz jedynej wersji nadwoziowej – 5-drzwiowego hatchbacka. Ponadto, produkcja została przeniesiona z Belgii do Hiszpanii.
Wygląd drugiej generacji A1 reprezentuje nowy styl marki, który wdrożono w 2017 roku wraz z prezentacją nowego Audi A8. Karoserię zdobi więcej przetłoczeń, zderzak zdobią większe wloty powietrza, a lampy i reflektory mają bardziej finezyjny kształt wielokątów, a nie jak dotychczas – trójkątowych brył. Deska rozdzielcza realizuje konwencję nawiewów „otulających kierowcę”, a konsolę centralną dominuje ekran dotykowy.
Niemiecka marka oferuje szerokie możliwości personalizacji, z dwukolorową barwą nadwozia i wnętrza włącznie. Pod maskę trafiły silniki znane z Volkswagena Polo, czyli: 1.0 TFSI o mocy 116 KM oraz 1.5 TFSI oferujący 150 KM. Oprócz tego gamę zwieńczy wersja z napędem quattro i silnikiem 2.0 TFSI o mocy przekraczającej 200 KM.
Sprzedaż drugiego wcielenia A1 ruszyła pod koniec 2018 roku. Samochód tym razem posiada tylko jednego konkurenta – Mini Coopera.
Prawdopodobnie jest to ostatnia generacja Audi A1. Samochód otrzyma następcę tak zwanę Audi A1 e-tron. 

### Silniki[12]
Wszystkie silniki są benzynowe, brak jednostek wysokoprężnych jest spowodowany względami ekologicznymi.
| Wersja  | Silnik   | Moc maksymalna  | Maks. moment obrotowy | 0-100 km/h                       | V-max                                | Skrzynia biegów                       |
| ------- | -------- | --------------- | --------------------- | -------------------------------- | ------------------------------------ | ------------------------------------- |
| 30 TFSI | R3 1,0 l | 81 kW (110 KM)  | 200 Nm                | 10,5 s (manual) 10,6 s (automat) | 203 km/h (manual) 200 km/h (automat) | 6-biegowa manualna 7-biegowa S tronic |
| 35 TFSI | R4 1,5 l | 110 kW (150 KM) | 250 Nm                | 7,9 s                            | 217 km/h                             | 7-biegowa S tronic                    |
| 40 TFSI | R4 2,0 l | 152 kW (207 KM) | 320 Nm                | 6,5 s                            | 245 km/h                             | 6-biegowa S tronic                    |